# آکیکو یاجیما
آکیکو یاجیما (انگلیسی: Akiko Yajima; ۴ مهٔ ۱۹۶۷ – ) صداپیشه اهل ژاپن بود.